# Nematanthus
Nematanthus é um género botânico pertencente à família Gesneriaceae. Também conhecida como Planta de Peixe Dourado.

## Sinonímia
Hypocyrta

## Espécies
Composto por 50 espécies:
Nematanthus australis Nematanthus bradei Nematanthus brasiliensis
Nematanthus calcaratus Nematanthus calycinus Nematanthus chloronema
Nematanthus corticicola Nematanthus corticola Nematanthus crassifolius
Nematanthus dichrus Nematanthus ecklonii Nematanthus erianthus
Nematanthus erythrocalyx Nematanthus fissus Nematanthus fluminensis
Nematanthus fornix Nematanthus fritschii Nematanthus gregarius
Nematanthus guilleminianus Nematanthus heterophyllus Nematanthus hirsutus
Nematanthus hirtellus Nematanthus jolyanus Nematanthus jonema
Nematanthus kuhlmannii Nematanthus lanceolatus Nematanthus longipes
Nematanthus maculatus Nematanthus mattosianus Nematanthus mirabilis
Nematanthus monantha Nematanthus monanthos Nematanthus morrelliana
Nematanthus nervosus Nematanthus pereskiaefolia Nematanthus perianthomegus
Nematanthus radicans Nematanthus selloanus Nematanthus sericeus
Nematanthus serpens Nematanthus serrulatus Nematanthus striatus
Nematanthus strigillosus Nematanthus teixeieranus Nematanthus teixeiranus
Nematanthus tessmannii Nematanthus tetragonus Nematanthus villosus
Nematanthus wettsteinii Nematanthus Hybriden